# Amtsgericht Öhringen
Das Amtsgericht Öhringen ist ein Gericht der ordentlichen Gerichtsbarkeit und eines von acht Amtsgerichten im Bezirk des Landgerichts Heilbronn.

## Gerichtssitz und -bezirk
Das Gericht hat seinen Sitz in Öhringen unter der Adresse Karlsvorstadt 18. Der Gerichtsbezirk umfasst gemäß Anlage Nr. 63 des baden-württembergischen Gerichtsorganisationsgesetzes die Gemeinden Bretzfeld, Kupferzell, Neuenstein, Öhringen, Pfedelbach, Waldenburg sowie Zweiflingen.

## Übergeordnete Gerichte
Das Amtsgericht Öhringen ist Eingangsgericht. Ihm übergeordnet ist das Landgericht Heilbronn sowie im weiteren Instanzenzug das Oberlandesgericht Stuttgart und der Bundesgerichtshof.